# Episodi di NCIS: Los Angeles (quattordicesima stagione)
La quattordicesima e ultima stagione della serie televisiva NCIS: Los Angeles, composta da 21 episodi, è stata trasmessa in prima visione assoluta negli Stati Uniti d'America da CBS dal 9 ottobre 2022 al 21 maggio 2023.
In Italia la prima parte di stagione (ep. 1-9, ep. 11) è stata trasmessa in prima visione assoluta su Rai 2 dall'8 gennaio al 12 marzo 2023, mentre la seconda parte (ep. 10, ep. 12-21) è andata in onda in prima visione assoluta dal 2 aprile al 5 giugno 2023, sempre su Rai 2. L'episodio 10 è andato in onda il 9 aprile 2023.
| n° | Titolo originale            | Titolo Italiano           | Prima TV Usa     | Prima TV Italia  |
| -- | --------------------------- | ------------------------- | ---------------- | ---------------- |
| 1  | Game of Drones              | Il seme del dubbio        | 9 ottobre 2022   | 8 gennaio 2023   |
| 2  | Of Value                    | Rapimento blindato        | 16 ottobre 2022  | 15 gennaio 2023  |
| 3  | The Body Stitchers          | Arte macabra              | 23 ottobre 2022  | 22 gennaio 2023  |
| 4  | Dead Stick                  | Fuori uso                 | 30 ottobre 2022  | 29 gennaio 2023  |
| 5  | Flesh & Blood               | I segni del tempo         | 6 novembre 2022  | 5 febbraio 2023  |
| 6  | Glory of the Sea            | Caccia al tesoro          | 13 novembre 2022 | 12 febbraio 2023 |
| 7  | Survival of The Fittest     | Selezione innaturale      | 20 novembre 2022 | 19 febbraio 2023 |
| 8  | Let It Burn                 | Brucia la città           | 27 novembre 2022 | 26 febbraio 2023 |
| 9  | Blood Bank                  | Una vecchia storia        | 8 gennaio 2023   | 5 marzo 2023     |
| 10 | A Long Time Coming          | Gioco di squadra          | 9 gennaio 2023   | 9 aprile 2023    |
| 11 | Best Seller                 | Best Seller               | 15 gennaio 2023  | 12 marzo 2023    |
| 12 | In the Name of Honor        | Una questione d'onore     | 19 febbraio 2023 | 2 aprile 2023    |
| 13 | A Farewell to Arms          | Il socio                  | 26 febbraio 2023 | 16 aprile 2023   |
| 14 | Shame                       | Vergogna                  | 5 marzo 2023     | 24 aprile 2023   |
| 15 | The Other Shoe              | In trappola               | 19 marzo 2023    | 1º maggio 2023   |
| 16 | Sleeping Dogs               | Drona                     | 26 marzo 2023    | 8 maggio 2023    |
| 17 | Maybe Today                 | Ieri, oggi, domani        | 16 aprile 2023   | 15 maggio 2023   |
| 18 | Sensu Lato                  | Falene                    | 23 aprile 2023   | 22 maggio 2023   |
| 19 | The Reckoning               | Resa dei conti            | 7 maggio 2023    | 29 maggio 2023   |
| 20 | New Beginnings (Part 1 e 2) | Nuovi inizi (1 e 2 parte) | 14 maggio 2023   | 5 giugno 2023    |
| 21 | New Beginnings (Part 1 e 2) | Nuovi inizi (1 e 2 parte) | 21 maggio 2023   | 5 giugno 2023    |

## Il seme del dubbio
- Titolo originale: Game of Drones
- Diretto da: Kevin Berlandi
- Scritto da: R. Scott Gemmill

### Trama
Un addetto alle pulizie muore in una violenta esplosione avvenuta alla Havlock Haines Aerospace, azienda che progetta e procura droni a Esercito e Marina, cosa che non era ben vista da parecchie persone. L'NCIS, assistita da Shyla Dahr, sospetta di competitor, gruppi estremisti, ex dipendenti contrari alla guerra e persino di Hezbollah, e riescono poi a sventare un secondo attentato contro una vicina base navale. Kilbride informa Callen che una unità di ricognizione in Siria ha rinvenuto i resti di corpi carbonizzati circa nell'area in cui Hetty è stata vista l'ultima volta, e uno di essi in particolare è di piccola statura e accanto ha i documenti di uno degli alias di quest'ultima; è probabile che sia lei, anche se la conferma arriverà dopo gli esami dei corpi. Alla fine l'Ammiraglio gli comunica che i resti appartengono a una bambina, perciò Hetty potrebbe essere ancora viva; Callen, preoccupato, vorrebbe il permesso di recarsi a cercarla, ma lui replica che al momento deve restare concentrato sul lavoro. Nel frattempo, Callen sta anche cercando location per il suo matrimonio con Anna e Fatima gli dà suggerimenti. Kensi e Deeks accompagnano la figlia adottiva Rosa a scuola per il suo primo giorno, riempiendola di raccomandazioni e dopo il caso propongono a Fatima e Rountree di cenare da loro. Sam è sempre alle prese con la convivenza con il padre Raymond, il quale si rivela estremamente testardo, rifiutandosi di andare a un centro ricreativo per socializzare. Sam riesce a convincerlo, ma successivamente una telefonata della badante lo avverte che il padre è uscito dal centro ed è sparito insieme a una donna: quella sera, vedendolo entrare in casa, Sam lo rimprovera, ma Raymond gli spiega che la donna, che si chiama Victoria, ha un marito anch'egli veterano immobilizzato a letto perciò lui ha pensato di andare a trovarlo per dargli conforto.
- Guest star: Richard Gant (Raymond Hanna), Kavi Ramachandran Ladnier (agente NCIS Shyla Dahr), Natalia Del Riego (Rosa Reyes).
- Ascolti USA: 4 330 000[6]
- Ascolti Italia: telespettatori 905 000 – share 4,50%[7]

## Rapimento blindato
- Titolo originale: Of Value
- Diretto da: Diana C. Valentine
- Scritto da: Kyle Harimoto

### Trama
Una coppia di architetti, Lindsay ed Emmett Sandhagen, che collaborano con la Marina in qualità di appaltatori civili per il Dipartimento della Difesa progettando aree di sicurezza militari vengono rapiti. L'NCIS interviene per evitare che paesi stranieri o gruppi terroristici scoprano la localizzazione di un Centro di Controllo Missili e attacchino sedi governative. Il terzo socio dei Sandhagen rivela che i due lavorano anche nel settore privato, progettando strutture come camere blindate, caveau di banche, gioiellerie e ville di benestanti. Avendo notato uno strano incremento di entrate nelle finanze della babysitter, Callen e Deeks la interrogano e lei confessa di aver stretto un accordo con un certo Josh McCall, incontrato in un bar, per fornirgli la lista dei clienti privati dei Sandhagen in cambio del pagamento dei debiti scolastici; Rountree scopre che McCall, che ha una lunga lista di precedenti, si è associato con una banda di rapinatori professionisti e che hanno intenzione di rubare dei diamanti, perciò hanno rapito la coppia per costringerli ad aprire la camera blindata che li custodisce e, una volta fatto, li uccideranno perché non serviranno più. Kensi e Fatima individuano il luogo e, malgrado siano senza rinforzi poiché la banda utilizza un disturbatore di segnale per interrompere e deviare quello dei cellulari, sono in grado di sopraffarli servendosi di rapidità e agilità. I Sandhagen possono così riabbracciare i figli, di otto e dieci anni. Kensi riferisce a Deeks l'esito positivo dei colloqui con gli insegnanti di Rosa: si sta ambientando serenamente, ha già trovato un bel gruppo di amici e i voti sono molto buoni, anche se probabilmente potrebbe avere bisogno di ripetizioni in matematica, perciò i due riflettono se assumere o meno un tutor. Sam è in permesso, mentre Kilbride chiede a Rountree di cercare informazioni su una vecchia conoscenza, il Colonnello Jackson Lett, che ha perso entrambe le gambe per l'esplosione di una bomba e ha servito in ogni operazione militare, da Desert Storm alla Guerra in Iraq: rintracciato in un bar davanti a un whisky, Kilbride gli fa capire di essere preoccupato per la sua condizione psicologica proponendogli un lavoro nuovamente nel ramo governativo, invece che civile. Callen incrocia un uomo che scambia per Howard Pembroke e la sera, rilassandosi con Anna nel giardino della nuova casa, quest'ultima gli dice di comprendere il suo desiderio di rintracciarlo per avere risposte definitive, ma che con tutto ciò che è capitato loro fino a quel momento si meritano anche una pausa. Inoltre, Anna sta pensando di lasciare le forze dell'ordine: fa un colloquio presso una fondazione ambientalista, ma poi valuta di prendere la licenza da investigatrice privata.
- Guest star: Bar Paly (Anastasia "Anna" Kolcheck), Duncan Campbell (Agente Castor), Sigrid Owen (Mila Curren), Gregory Gadson (Colonnello dell'Esercito Jackson Ladd), Regina Ting Chen (Comandante Chen), Dominic Zamprogna (Paul Figueiredo), Alain Mora (Chito Aldana), Matthew Lau (Josh McCall), Elester Latham (Jerry), Torshawn Roland (Jay), Lawrence J. Hughes (Emmett Sandhagen), Melanie Hawkins (Lindsey Sandhagen), Devin Looc (Ty Sandhagen), Kaya Jackson (Sophia Sandhagen).
- Ascolti USA: 4 070 000[8]
- Ascolti Italia: telespettatori 785 000 – share 3,70%[9]

## Arte macabra
- Titolo originale: The Body Stitchers
- Diretto da: Suzanne Saltz
- Scritto da: Adam G. Key e Frank Military

### Trama
L'Agente Speciale dell'FBI Lisa Rand chiede l'assistenza dell'NCIS per il caso dei "Cucitori di corpi", un gruppo di quattro assassini sfuggiti alla cattura anni prima che compongono macabri puzzle di corpi cucendo insieme pezzi di differenti cadaveri, i quali vengono poi esposti come opere d'arte in mostre aperte a persone da tutto il mondo; i costosi biglietti per gli spettacoli sono venduti sul dark web e il denaro finisce in conti offshore. L'indagine viene inaspettatamente riaperta dopo il ritrovamento di parte del cadavere di un ufficiale di Marina. Sam e Deeks interrogano un ragazzo che ammette di partecipare alle mostre e fornisce loro il luogo in cui si terrà la successiva, un multisala abbandonato. FBI e NCIS vi si recano cogliendo gli assassini in flagrante e, mentre gli agenti liberano l'uomo che stava per essere massacrato, in tre fuggono e uno muore. Kensi e Fatima riescono ad arrestare la donna, Rountree e l'Agente Rand ne inseguono un altro che armato si barrica in un ascensore; lo convincono a uscire e arrendersi promettendogli di lasciargli chiamare un certo "Vincent", che a detta sua è il capo del gruppo e della cui esistenza gli agenti erano all'oscuro, ma appena l'uomo esce dall'ascensore si taglia la gola con il coltello che aveva in mano. Deeks e l'Agente/psicologo forense Mark Collins danno la caccia al terzo membro, Albert Barrington, che ferisce Collins e poi sparisce. La donna, interrogata, loda le capacità proprie e dei complici, equiparandole a quelle di geni quali Leonardo Da Vinci, Michelangelo, Renoir e Vincent Van Gogh, e assicura che non prenderanno mai "Vincent". Essendo la seconda menzione dello stesso nome, gli agenti si chiedono di chi possa trattarsi, ma concludendo che quegli assassini hanno personalità deviate pensano che probabilmente non esiste, perciò il caso è, di nuovo, apparentemente chiuso. A casa, Sam continua a rifletterci poiché c'è qualcosa che non gli torna e, riesaminando il video mandatogli da Fatima dell'interrogatorio alla donna, si accorge che a un certo punto sia lei che Collins hanno inconsciamente compiuto lo stesso gesto, deducendo che "Vincent" è proprio Collins: è stato lui a sparare al primo membro del gruppo e a far scappare Barrington, è lui a creare i forum sul dark web per le "mostre". Sam avverte la Rand, la quale gli dice però che Collins ha fatto perdere le proprie tracce; infatti l'ultima scena lo fa vedere in auto insieme al complice e al ragazzo interrogato in precedenza. Sam è sempre alle prese con la convivenza con il padre il quale, a sorpresa, ha trovato un amico in Arkady; spiegherà al figlio che, conscio della malattia, desidera vivere pienamente il tempo che gli rimane tra uscite e serate poker.
- Guest star: Richard Gant (Raymond Hanna), Alicia Coppola (Agente Speciale FBI Lisa Rand), JD Cullum (psicologo forense dell'FBI Mark Collins), Rob Nagle (Albert Barrington), Teya Patt (Cindy Ferguson), Derrick A. King (Michael Jeffries), Adrian Elizondo (Philip Guerrero), Antony Del Rio (Alexander Hughes), Matt Kelly (Justin Tucker).
- Ascolti USA: 3 950 000[11]
- Ascolti Italia: telespettatori 826 000 – share 4,20%[12]

## Fuori uso
- Titolo originale: Dead Stick
- Diretto da: Dennis Smith
- Scritto da: Lee A. Carlisle

### Trama
Aiden, il figlio di Sam che ora è Tenente della Marina, durante un'esercitazione a bordo di un caccia F-35 perde il controllo ma fortunatamente riesce a paracadutarsi all'esterno prima che questo precipiti sulla spiaggia; viene portato in ospedale perché ha una caviglia slogata e una commozione cerebrale. Il Capitano Christina Hirsch, che gestisce l'indagine interna per conto della Marina, accetta l'aiuto dell'NCIS per determinare se la causa dell'incidente sia da attribuire a un malfunzionamento, a un errore umano o ad altri fattori esterni. Callen e Shyla Dahr interrogano il supervisore dei velivoli, Frazier, il quale dichiara che il volo serviva a collaudare un software che dovrebbe migliorare le capacità belliche e tecnologiche dei caccia, e che quello in particolare era stato ispezionato la stessa mattina, senza che fossero state riscontrate anomalie. Il Capitano si presenta a Aiden in quanto ha bisogno della deposizione sullo svolgimento dei fatti, ma lui non ricorda i dettagli; l'ufficiale sottolinea la fama di Aiden come pilota spericolato e incline a infrangere le regole, facendo quindi chiaramente capire di sospettare di lui, Raymond difende il comportamento del nipote, mentre Sam crede fermamente che il figlio non avrebbe mai provocato l'incidente intenzionalmente. Malgrado le conseguenze della mattina, viene programmata una seconda esercitazione con un altro aereo, che a un certo punto scompare dal radar e il pilota non risponde ai contatti, facendo temere il peggio; Aiden è in grado tuttavia di suggerirgli, per radio, una manovra per riprendere il controllo e il pilota si salva. Fatima e Roundtree rintracciano sulla spiaggia un testimone che afferma di essere sicuro che il motore del caccia di Aiden si fosse spento poco prima dell'impatto, perciò non può essere stata colpa del ragazzo. Callen e Shyla tornano dal rappresentante dell'azienda di cui fa parte il programma del software e lui ammette che questo ha effettivamente un difetto, loro ne sono a conoscenza da mesi ma stanno tentando di correggerlo in ogni simulazione; gli agenti chiedono di visionare i registri dei dipendenti ma l'hard disk che li conserva è stato sottratto dalla stessa persona che ha manomesso il software, ovvero Frazier, il quale aveva ricevuto un bonifico in denaro da un'azienda rivale che voleva rubare alla Starling Aeronautics il brevetto del programma. Egli minaccia di suicidarsi ma Sam lo fa desistere assicurandogli di averlo perdonato per l'incidente di Aiden, e che se l'ha fatto lui prima o poi lo faranno anche gli altri, e Frazier si arrende venendo arrestato. Il Capitano Hirsch porge le scuse a Aiden e anche a Sam per aver dubitato del figlio, informandolo che i superiori vogliono conferirgli un'onorificenza, e che appena i medici daranno l'autorizzazione potrà tornare a volare. In ospedale, Raymond fa amicizia con una giovane infermiera, Constance, che più tardi dà a Sam il proprio biglietto da visita dicendo che lavora anche come badante a domicilio, in caso in cui al padre servisse un aiuto. Roundtree è teso e agitato perché la Detective Whiting degli Affari Interni gli ha comunicato che all'agente che aveva fermato lui e la sorella aggredendoli solo in quanto di pelle scura verrà imposto soltanto un congedo retribuito, invece di una pena più severa, come vorrebbe lui, ed è indeciso se contestare la decisione; chiede consiglio prima a Kilbride, che gli assicura che qualunque scelta farà, il resto della squadra lo supporterà, poi a Fatima, la quale lo spinge a voler pretendere una punizione maggiore. Shyla è incalzata dall'ex marito affinché le carte vengano archiviate rendendo il divorzio ufficiale, e appena ciò accade Fatima le propone di andare a bere qualcosa per festeggiare questo suo capitolo della vita finalmente chiuso.
- Guest star: Kavi Ramachandran Ladnier (agente NCIS Shyla Dahr), Tye White (Aiden Hanna), Joanna Bacalso (Capitano Kristina Hirsch), Ryan Radis (Jake Primiani), Christopher Amitrano (Primo Capo Brian Frazier), Gabriel Burrafato (Comandante Jose Espinoza), Linara Washington (infermiera Constance Harper), Sean Freeland (Marco Madsen), Richard Gant (Raymond Hanna), Erik R. Norris (Patrick), Brittany Freeth (controllore aereo).
- Ascolti USA: 5 030 000[14]
- Ascolti Italia: telespettatori 829 000 – share 4,00%[15]

## I segni del tempo
- Titolo originale: Flesh & Blood
- Diretto da: Daniela Ruah
- Scritto da: Chad Mazero

### Trama
Il Tenente Jeff Morgan, ufficiale dell'Intelligence che faceva parte di una task force del Dipartimento della Difesa che lavora allo sviluppo di un nuovo software top-secret per mettere in condivisione tra loro tutti i rami delle Forze Armate, viene trovato morto in casa dalla domestica, ucciso a coltellate; un video di sorveglianza mostra la moglie Alice fuggire dalla scena del crimine, perciò occorre trovarla e determinare se sia lei l'assassina. Avendo escluso il movente della rapina, Callen e Sam interrogano il Comandante di Morgan, il quale spiega che quest'ultimo era addetto all'analisi dei dati del software, ma circa da un mese aveva cambiato mansione, iniziando a viaggiare per il Paese per incontrare appaltatori e produttori; secondo lui comunque non aveva nemici. Deeks e Rountree rintracciano Alice e la portano alla casa galleggiante: ella si rifiuta di parlare in quanto l'aveva già fatto sei mesi prima senza essere ascoltata; Deeks nota dei lividi sulle sue braccia e chiede a Rountree di lasciarlo da solo con la donna. Una volta soli, Deeks condivide un evento del proprio passato da cui lei capisce che anche lui e la madre hanno subìto abusi dal padre, e ammette che il marito la picchiava da tre anni, e sei mesi prima aveva deciso di denunciarlo, ma lui aveva ricevuto soltanto un rimprovero perché nell'ambiente militare era estremamente rispettato; afferma inoltre di aver trovato Jeff già morto. Deeks è consapevole che la violenza domestica nelle Forze Armate sia un problema crescente e vorrebbe fare di più, ma Kilbride gli ricorda che non tutte le situazioni vengono purtroppo risolte. Dalle ricerche di Shyla sugli spostamenti della vittima emerge che i viaggi autostradali erano ad aziende che producono esplosivi, e che il tenente aveva affittato un container in cui probabilmente li ha immagazzinati; Callen e Shyla vi si recano trovandolo vuoto, è chiaro che Morgan è riuscito a rivenderli. La moglie riconosce un uomo nel filmato del deposito come uno con cui aveva visto parlare il marito, la squadra lo identifica e lo arrestano recuperando gli esplosivi. Callen continua a inventare scuse per rimandare il matrimonio con Anna, e alla fine le spiega che vorrebbe che quel giorno ci fossero tutte le persone importanti per loro, compresa Hetty; Anna replica che aspetterà tutto il tempo che serve, facendogli però promettere di essere sempre sincero con lei.
Sam è in difficoltà poiché la terza badante del padre si è licenziata, e lui deve quindi trovarne un'altra. Kensi e Deeks, mentre si preparano per uscire e accompagnare Rosa a scuola, ricevono una telefonata da Roberta, madre di Deeks, la quale è appena tornata da un viaggio di sei mesi "on the road" lungo gli Stati Uniti e sta arrivando a casa loro. Roberta lega subito con Rosa e dispensa consigli a Kensi sull'essere genitori. Alla fine dell'episodio, Deeks ha un dialogo a cuore aperto con la madre riguardo al padre, chiedendole com'è stata in grado di superare ciò che lui le ha fatto: lei risponde che lui aveva portato via loro tutto, anche la persona che era diventata, ma che grazie a Deeks si è ricostruita una vita. In quel momento tornano Kensi e Rosa dal centro commerciale, e propongono di organizzare una gita di famiglia a San Francisco, un'altra città che Rosa ha sempre voluto visitare.
- Guest star: Bar Paly (Anastasia "Anna" Kolcheck), Kavi Ramachandran Ladnier (agente NCIS Shyla Dahr), Natalia Del Riego (Rosa Reyes), Pamela Reed (Roberta Deeks), Marnee (Alice Morgan), Lauren "Lolo" Spencer (Ella), Riff Hutton (Comandante Albert Burns).
- Ascolti USA: 3 560 000[16]
- Ascolti Italia: telespettatori 784 000 – share 3,80%[17]

## Caccia al tesoro
- Titolo originale: Glory of the Sea
- Diretto da: Terence Nightingall
- Scritto da: Faythallegra Claude

### Trama
Il Contrammiraglio Ted Gordon, che vive solo, viene rapito da casa sua da due sconosciuti in passamontagna. Egli stava lavorando per un appaltatore civile dedito allo sviluppo di un prototipo di aliante subacqueo, perciò inizialmente si pensa che i rapitori intendano impossessarsi della tecnologia, e Kensi e Rountree parlano con il tecnico a capo del progetto, Jessie Fiore. Perquisendo l'abitazione di Gordon, piena di cimeli della Marina e modellini di navi, Callen e Sam si imbattono nel suo diario nel quale racconta di un veliero spagnolo naufragato secoli prima con un tesoro, sembra sepolto da qualche parte nel Sud della California, e di una mappa per localizzarlo; alla mappa mancano però alcuni pezzi e le indicazioni per raggiungerlo sono veri e propri enigmi. Kensi, Rountree, Fatima, Callen, Sam e sorprendentemente l'Ammiraglio Kilbride finiscono per farsi coinvolgere dalla caccia al tesoro cercando di decifrare gli indizi e deducendo che è proprio esso il motivo del rapimento. Grazie a un'intuizione di Kilbride, riescono a individuare il luogo dove i due hanno portato Gordon per costringerlo a far emergere il tesoro e riescono a salvarlo. Sam insiste con Callen affinché trovi un completo adatto per il matrimonio, aggiungendo che non può sottrarsi all'addio al celibato poiché è già stato tutto organizzato, Deeks ha prenotato dei biglietti per il Messico. Kensi è determinata a essere il genitore divertente e ha stilato un elenco di attività da fare insieme a Rosa, cioè spettacoli teatrali e musei, ma Fatima le suggerisce attività più divertenti e meno culturali. Alla fine dell'episodio, entusiasmata dal caso, le propone di creare una caccia al tesoro unendo tra loro le voci della lista, così Rosa avrebbe anche l'occasione di conoscere meglio la città, offrendo all'amica il proprio aiuto.
- Guest star: Duncan Campbell (Agente Castor), Bryan Lillis (Jessie Fiore), Audrey Wasilewski (Meredith Huxley), Tre Hall (Marcus Moore), John O'Hurley (Contrammiraglio Ted Gordon), Charles Kohut (Jim Bones), Brent McGregor (Long John).
- Ascolti USA: 4 030 000[18]
- Ascolti Italia: telespettatori 803 000 – share 3,90%[19]

## Selezione innaturale
- Titolo originale: Survival of The Fittest
- Diretto da: Eric A. Pot
- Scritto da: Andrew Bartels

### Trama
Durante un allenamento a Pendleton, il soldato di Prima Classe Edward Hanson ha un attacco di convulsioni e finisce in coma. Le analisi rivelano che è stato dovuto alla reazione immunologica a un trattamento a cui il soldato, assieme al compagno di stanza James Williams, si sottoponeva per migliorare le proprie prestazioni fisiche, e che è stata utilizzata un'arma geneticamente modificata. Si scopre un collegamento con un laboratorio di volontari, biologi "fai-da-te" il cui scopo è rendere la scienza più accessibile alle persone comuni e che producono, oltre a farmaci, anche microchip e dispositivi per misurare ad esempio l'insulina; il colpevole dell'attacco a Hanson è un ex membro del gruppo che si ritiene essere difettoso perché malato di diabete e perciò ha intenzione di contaminare le consegne di insulina per uccidere altri che egli considera difettati. Callen e Sam lo arrestano. Deeks deve barcamenarsi tra il lavoro di agente e quello di genitore, apprezzando l'aiuto della madre nell'accudire Rosa che è a letto con l'influenza: Kilbride lo rimprovera per essere arrivato in ritardo in ufficio, ma, dopo essere stato messo al corrente di Rosa, si scusa e gli dice che non è sempre facile trovare un equilibrio tra professionale e privato. Callen deve tenere per un giorno il serpente domestico del nipote Jake, e vederlo nella teca risveglia la fobia di Sam per questi rettili. Rientrato a casa stremato, Deeks si confida con la madre riguardo alla sensazione di essersi sentito, quel giorno, come diviso in due: da una parte avrebbe voluto restare con Rosa per confortarla, dall'altra però sapeva di doversi concentrare sul lavoro, e ringrazia la madre per essersene occupata; lei si accorge che la sua temperatura è salita e capisce che Rosa gli ha trasmesso l'influenza.
- Guest star: Pamela Reed (Roberta Deeks), Natalia Del Riego (Rosa Reyes), Piper Curda (Lisa Cho), Bobby Hogan (soldato James Williams), Cyrus Hobbi (Sergente Maggiore Pierce), Dominic Burgess (Herman), Susan Slome (Jordana Hanson), Jesse Boone (Nicholas Embry), Marcus Anthony Brunner (soldato Edward Hanson).
- Ascolti USA: 3 930 000[20]
- Ascolti Italia: telespettatori 848 000 – share 4,10%[21]

## Brucia la città
- Titolo originale: Let It Burn
- Diretto da: Rick Tunell
- Scritto da: Indira Gibson Wilson

### Trama
La squadra indaga su un incendio doloso scoppiato alla "Global West Ventures Corp.", una ditta che fornisce servizi alla Difesa. Il modus operandi e la firma sulla scena del crimine assomigliano a quelli di Randall Pèrez, attivista ambientale e piromane ricercato dall'FBI. Gli agenti iniziano a pensare al movente del gesto: infatti potrebbe essere stato compiuto per trafugare i progetti top secret sviluppati per la Marina dalla società, oppure dall'interno per incassare l'assicurazione. Gli indizi portano sempre più verso un emulatore, che potrebbe avere un complice, specialmente dopo la conferma che la miscela incendiaria è identica a quella del latitante. Rountree lavora in coppia con l'Agente FBI a capo delle indagini, che è sorpreso di sapere trattarsi di Summer Morehurst, con la quale ha avuto una storia sentimentale durata tre mesi: parlano con la figlia di Pèrez, Crystal, che ammette di essere in contatto con il padre che è pentito di ogni sua azione. Sam e Deeks rintracciano Randall che però afferma di non aver appiccato e fornisce loro il nome di un ex compagno di cella che condivide le stesse idee sull'ambiente ed è a conoscenza della ricetta da creare per le fiamme. Inoltre, anche la figlia si rivela colpevole in quanto influenzata dal ragazzo. Gli agenti sono in grado di impedire un secondo incendio contro un Senatore che aveva bloccato una legge ambientale in una fabbrica abbandonata, e l'FBI arresta Crystal e Navarro. A caso chiuso, Sam sprona Rountree a raggiungere Summer prima che se ne vada; mentre Deeks comunica a Kilbride di aver deciso di non partecipare alla conferenza dell'NCIS per cui lui lo aveva raccomandato. L'Ammiraglio consegna a Callen un file completo su Howard Pembroke affinché possa mettere la parole "fine" alla propria ossessione, e alla fine dell'episodio riflettono sulle motivazioni di Hetty.
- Guest star: Duncan Campbell (agente speciale NCIS Castor), Ashlei Sharpe Chestnut (agente speciale FBI Summer Morehurst), Romi Dias (Denise Perez), Thal Gondim (Crystal Perez), Justin Huen (Randall Perez), Brian Leigh Smith (artificiere Aaron Roberts), Rhomeyn Johnson (Terrell), Joe Corzo (caposquadra/Michael Duncan).
- Ascolti USA: 4 030 000[22]
- Ascolti Italia: telespettatori 817 000 – share 3,90%[23]

## Una vecchia storia
- Titolo originale: Blood Bank
- Diretto da: Benny Boom
- Scritto da: Samantha Chasse

### Trama
Su uno yacht ancorato al porto di Marina del Rey avviene una sparatoria in cui restano uccisi due russi e viene rubato un raro e preziosissimo uovo Fabergé; la donna che stava concludendo la vendita, ferita, viene creduta morta dai sicari ed è in grado di salvarsi. L'imbarcazione è intestata ad Arkady, perciò l'NCIS inizia a chiedersi se sia rientrato nel mondo dello spionaggio al contrario di ciò che ripete; proprio Arkady viene aggredito davanti alla propria abitazione riuscendo però a mettere in fuga gli aggressori. Alla casa galleggiante, Callen gli mostra i filmati del porto e Arkady riconosce la donna come Miraslava Borisova, una sua ex di quarant'anni prima che traffica manufatti antichi sul mercato nero. Lei rivela a Callen che Arkady la aiuta rimanendo dietro le quinte e che negli anni gli ha intestato parecchie proprietà. Rountree e Fatima scoprono che il cliente di Mira, l'oligarca russo proprietario dell'uovo, è morto cadendo da una finestra del dodicesimo piano, ma non è l'unico caso: infatti molti oligarchi in tutto il Paese sono morti apparentemente per cause naturali o cadute accidentali poco dopo aver lasciato la Russia con i propri beni a seguito dell'invasione dell'Ucraina. Emerge quindi che tutti i decessi sono omicidi orchestrati dal Governo russo per recuperare le ricchezze. Arkady, Deeks e Rountree vanno sotto copertura presso la casa d'aste che aveva l'uovo per cercare di catturare l'acquirente; Mira e Arkady vengono presi da quest'ultimo in ostaggio, ma fortunatamente Kensi distrae lui e i sicari e riesce a metterli fuori combattimento. Gli agenti sono costretti ad arrestare anche Mira in quanto le sue attività sono illegali, ma Arkady le promette che non la dimenticherà.
- Guest star: Vyto Ruginis (Arkady Kolcheck), Kathleen Garrett (Miraslava Borisova), Matty Cardarople (Danny), Jonathan Kells Phillips (Rupert Richardson), Dalia Rooni (Riffat Murad), Nikolay Moss (Kostas Orlov), Duncan Campbell (Agente Speciale NCIS Castor), Emily Morales - Cabrera (assistente), Emmalee Rainbow (Chloe).
- Ascolti USA: 4 560 000[24]
- Ascolti Italia: telespettatori 707 000 – share 3,4O%[25]

## Gioco di squadra
- Titolo originale: A Long Time Coming
- Diretto da: Dennis Smith
- Scritto da: R. Scott Gemmill

### Trama
L'ammiraglio Kilbride è misteriosamente scomparso e ogni tentativo di Shyla di contattarlo è vano. Callen e Sam tornano a Los Angeles insieme ai colleghi di Washington (Parker e Torres) e Hawaii (Tennant e Lucy), con l'obbiettivo di trovare Kilbride prima di Morgan Miller. In assenza dell'ammiraglio, Parker prende il comando. Roundtree e Fatima vanno a casa di Kilbride, dove vengono attaccati dalla Miller, la quale rapisce Roundtree. La Miller interroga Roundtree, convinta che lui sappia dove si trova Kilbride, ma lui, nonostante le torture, resiste e non svela niente. Nel frattempo, il resto del gruppo è a un vicolo cieco, quando Callen riceve una misteriosa mail contenente un messaggio audio che sconvolge tutti: si tratta di un messaggio di Hetty, la quale da loro un consiglio su come procedere. Alla fine, trovato il nascondiglio della Miller, anche grazie all'aiuto di Nina Barnes, i tre team si precipitano lì. La Miller, messa alle strette, cerca di usare Roundtree come ostaggio, ma viene uccisa da un cecchino. Questo si rivela essere Kilbride, il quale era stato nascosto per tutto il tempo aspettando il momento giusto per intervenire ed eliminare la Miller. Risolta la situazione, i tre team vanno insieme a festeggiare, mentre Kilbride prova senza successo a convincere Parker a sostituirlo ancora per un po'.
- Note: questo episodio rappresenta la terza e ultima parte di un evento crossover iniziato con il decimo episodio della ventesima stagione di "NCIS - Unità anticrimine" e proseguito con il decimo episodio della seconda stagione di "NCIS: Hawaii". Si tratta del primo e unico (dato che "NCIS: Los Angeles" terminerà con la stagione in corso, appunto la quattordicesima) crossover "triplo", con tutti e tre gli show del "franchise NCIS" attualmente in onda; quelli avvenuti in precedenza, infatti, sono stati sempre "doppi", ovvero ad esempio tra "NCIS - Unità anticrimine" e lo spin-off ''N.C.I.S. New Orleans" e più recentemente tra il primo e il più "giovane" "NCIS: Hawai'i". "NCIS: Los Angeles" ne ha avuto uno con "Hawaii Five-0" (altra serie CBS conclusa nel 2020), e i personaggi di McGee, Abby, Vance, DiNozzo e Gibbs sono apparsi come "guest star" in differenti episodi dello spin-off californiano e in quello di New Orleans. Un crossover di questo tipo era atteso dai fan delle serie da moltissimo tempo, ed essendo un evento eccezionale si è pensato di realizzarlo nel corso del ventesimo anno di vita della serie originale, per regalare emozioni, grande azione, situazioni inattese e colpi di scena al proprio pubblico. La prima parte, ambientata a Washington, contiene menzioni di Gibbs (dimessosi all'inizio della diciannovesima stagione di "NCIS"), delle sue regole, del furto della Challenger di Sam (episodio 3x05 di "NCIS: Los Angeles") e del furto d'identità subìto da Callen; inoltre anche il fatto che il quartier generale dell'Ufficio Progetti Speciali dall'esterno sembri una "missione coloniale spagnola" (oppure un ristorante messicano); nella terza parte, quella di questo episodio, vi sono riferimenti al passato nella CIA di Tennant e Callen, gli "ospiti" vengono introdotti alla "casa galleggiante" (utilizzata per gli interrogatori) e alla sua botola segreta. Questo "triplo" crossover, trasmesso negli USA lunedì 9 gennaio 2023, ha ottenuto un ottimo successo di spettatori e recensioni entusiastiche dai siti online di spettacolo e tv, come "TvLine" e "TvInsider"; i fan hanno particolarmente apprezzato le partnership professionali "temporanee" formatesi tra i personaggi, ad esempio Tennant e Knight o Deeks e Torres. Una curiosità: Vanessa Lachey (interprete di Jane Tennant) ha raccontato a "TvLine" che il crossover è stato girato "al contrario", ovvero per prima la parte ambientata a Los Angeles (in cui avvengono le riprese sia della serie omonima che dell'originale "NCIS"), successivamente la parte alle Hawaii e per ultima quella a Washington. Per i cast coinvolti è stato molto eccitante ed emozionante poiché sapevano quanto i fan lo volessero, poi perché quelli di loro che non si erano ancora incontrati hanno potuto conoscersi (come il cast di "Los Angeles" e "Hawaii"), infine perché finalmente le tre squadre si sono unite per la prima volta; è stato però anche impegnativo perché girando in ordine inverso capitava che attori e attrici andassero in confusione riguardo a quale parte stessero girando in un dato momento, o se i loro personaggi si fossero già incontrati prima. Gli attori hanno lodato gli sceneggiatori dei rispettivi episodi del crossover che sono stati in grado di "costruire" un'indagine che coinvolgesse tutte le squadre e risultasse credibile e coerente. Ad un certo punto dell'episodio si sente attraverso un messaggio criptato la voce di Hetty Lange, assente in video sin dall'episodio 13x01 di NCIS: Los Angeles.
- Guest star: Gary Cole (accreditato come "Special Guest Star", agente speciale NCIS Alden Parker), Wilmer Valderrama (accreditato come "Special Guest Star", agente speciale NCIS Nicholas "Nick" Torres), Vanessa Minnillo (accreditata come "Special Guest Star", agente speciale NCIS Jane Tennant), Yasmine Al-Bustami (accreditata come "Special Guest Star", agente NCIS Lucy Tara), Kavi Ramachandran Ladnier (agente NCIS Shyla Dahr), Lesley Boone (Nina Barnes), Maya Stojan (Morgan Miller), Jose Pablo Cantillo (Pierce), Stephen Mendel (Jimmy McCann).
- Ascolti USA: telespettatori 6 800 000[26]
- Ascolti Italia: telespettatori 1 152 000 - share 7,20%[27]

## Best Seller
- Titolo originale: Best Seller
- Diretto da: James Hanlon
- Scritto da: Kyle Harimoto

### Trama
Durante una battuta di caccia su un terreno privato di un amico nello Utah, Tom Olsen, ex Tenente dei Navy Seal e grande amico di Sam diventato autore di bestseller basati sulle proprie esperienze nelle Forze Speciali della Marina, viene inseguito e braccato da uomini armati. All'NCIS il compito di identificarli e scoprire il motivo, oltre a trarre in salvo Tom. Kensi affianca Lance Hamilton del Dipartimento di Giustizia e insieme si recano in Utah; mentre Fatima lavora con Sabatino poiché Olsen dopo i Seal è stato anche nella CIA ed erano colleghi. La moglie di quest'ultimo riferisce loro che l'unica cosa di cui il marito ha paura è che accada qualcosa a lei e al loro figlio, e che a una delle presentazioni di uno dei suoi libri un ragazzo aveva tentato di superare la sicurezza; lui è però estraneo alla vicenda in quanto era solo infastidito dal fatto che Olsen avesse ucciso il suo personaggio preferito. Nel frattempo in Utah, Kensi e Hamilton seguono le tracce del passaggio di Tom imbattendosi nei cadaveri di alcuni degli assalitori, tramite una radio addosso a uno scoprono che sono di nazionalità portoghese - brasiliana, ma non si riescono a identificare. Kilbride allora manda Fatima e Sabatino a parlare con Nina Barnes, una delle trafficanti più importanti della West Coast e sua vecchia conoscenza (incontrata in precedenza), e grazie alle sue informazioni si svela che i mercenari sono dieci, che possiedono anche un drone, comandato da remoto, caricato con C4 e che sono stati assunti da un criminale brasiliano che vuole eliminare Olsen per vendicare la morte del fratello, rimasto ucciso nel corso di un'operazione per liberare dei prigionieri compiuta dalla sua Unità SEAL sette anni prima. Kensi e Hamilton trovano Tom che è ferito, ma cercando di raggiungere l'elicottero arrivato in soccorso vengono circondati dai mercenari; rispondono al fuoco ma gli altri sono in maggioranza. Fortunatamente, Fatima, Rountree e Sabatino individuano il ranch in California in cui si nasconde il criminale e lo arrestano; Fatima prende il controllo del drone e li elimina facendo esplodere il C4 vicino a loro. Kensi e Hamilton possono così tornare a Los Angeles con Tom; in aereo Kensi riceve la videochiamata di Rosa, la quale ha trascorso la giornata in spiaggia con gli amici del liceo, che le racconta che l'Ammiraglio è andato a prenderla e le ha comprato una pizza per cena. Kensi le dice di non vedere l'ora di essere a casa con lei e ringrazia Kilbride. Nell'episodio non compaiono né Callen, né Sam né Deeks: viene detto che sono impegnati con una task force sotto copertura.
- Note. Tom Olsen, l'ex Navy Seal amico di Sam, è interpretato da David Paul Olsen, fratello di Eric Christian Olsen (interprete di Deeks) e sua controfigura nella serie. Ironicamente, nella vita reale è anche il marito dell'attrice Daniela Ruah (interprete di Kensi Blye), co-star di Eric e moglie di quest'ultimo nel telefilm. Questo episodio, malgrado sia il numero 11 della stagione, in Italia è stato trasmesso dopo il 9 e prima del 10, in quanto il 10 costituisce la terza e conclusiva parte del crossover iniziato nel decimo episodio della ventesima stagione di NCIS - Unità anticrimine e proseguito nel decimo episodio della seconda stagione di NCIS: Hawaii. Per mantenere la coerenza della storia, le tre parti sono state mandate in onda insieme il 9 aprile 2023.
- Guest star: Bill Goldberg (Agente del DOJ Lance Hamilton), Natalia Del Riego (Rosa Reyes), Lesley Boone (Nina Barnes), Daya Vaidya (Marina), Katrina Begin (Lauren Olsen), David Paul Olsen (Tom Olsen, ex Navy Seal), Gianni DeCenzo (Luke Austin), Eddie Kaulukukui (Colonnello Tuivasa), Erik Palladino (Vostanik Sabatino Vice Sceriffo Speciale degli U.S. Marshal), Duncan Campbell (Agente Speciale NCIS Castor), Jason Patrick Mills (Vice Sceriffo dello Utah).
- Ascolti USA: 4 710 000[28]
- Ascolti Italia: telespettatori 893 000 – share 4,40%[29]

## Una questione d'onore
- Titolo originale: In the Name of Honor
- Diretto da: Dan Liu
- Scritto da: Matt Klafter

### Trama
Il tenente della Marina Zahra Mahmad, di origine afgana, scompare misteriosamente. La donna ha accesso a una nuova tecnologia anti-rilevamento per i sottomarini nucleari e ha partecipato a una missione di ricognizione top-secret, e la scoperta che ha ritirato ventimila dollari in contanti dal proprio conto fa sospettare che sia scappata volontariamente per aver venduto segreti militari. Callen e Sam perquisiscono la sua abitazione trovando una cassaforte con all'interno gioielli, foto e passaporto, deducendo che non se ne sarebbe mai andata senza quello. Kensi, Deeks e Fatima si recano a parlare con i genitori di Zahra nel loro ristorante, ma questi affermano di non sapere dove potrebbe essere la figlia e hanno una reazione strana appena gli agenti chiedono loro dell'altro figlio Omar. Si giunge alla conclusione che la donna è stata rapita e si teme che possano esserle estorte informazioni riguardo al suo incarico e alla missione. Kilbride si rivolge a un suo vecchio amico, il Colonnello dell'Esercito Jackson Ladd, per conoscere i dettagli dell'operazione, ma successivamente diventa chiaro che il rapimento non è connesso al lavoro del tenente, bensì a motivi familiari: emerge infatti che il fratello vive a San Francisco, anziché Londra come si pensava, da circa un anno; i genitori non lo sanno in quanto tra loro non parlano da anni perché questi ultimi sono estremamente religiosi ed esigono obbedienza fedele al Corano, mentre Omar vuole vivere alla maniera occidentale. Kensi e Deeks vanno a casa del fidanzato di Zahra, Ted Brown, trovandolo legato, torturato e privo di sensi anche se vivo. Rountree scopre un collegamento tra una pericolosa milizia islamica ultraconservatrice del Texas e un cugino della donna, oltre che l'identità di colui che si rivela essere il suo promesso sposo, un importante imprenditore del Pakistan. Si tratta dunque di un matrimonio combinato: lo zio e alcuni cugini di Zahra non accettavano che lei amasse un americano e l'hanno fatta rapire per rimandarla nel Paese d'origine e farle sposare un musulmano; a Zahra i ventimila dollari servivano per comprare la propria libertà, dato che lei si era opposta all'unione. Dopo che Kensi e Fatima tornano dai genitori per chiarire alcuni punti, vengono narcotizzate, rapite e intrappolate dai familiari in un'auto in procinto di essere fatta esplodere; riescono a liberarsi, Callen e Sam giungono in soccorso e rispondono al fuoco dei miliziani, uccidendoli e salvando Zahra. Deeks riabbraccia Kensi, e riflettono insieme sull'ingiustizia che nei regimi più oppressivi spesso le donne vengano forzate a sposare qualcuno che non amano. Alla casa galleggiante, Fatima osserva l'oceano e si sfoga con Sam riguardo ai diritti negati alle donne di Paesi come appunto l'Afghanistan, nei quali esse non possono decidere come vestirsi, come comportarsi, cosa dire o chi amare, ma devono invece sottostare a padri, mariti o fratelli. Vengono raggiunti da Akhil Ali, che Fatima ha iniziato a frequentare e con cui ha appuntamento a cena, e prima di andare con lui lei si prende un momento per sé e pronuncia le parole Donna, Vita, Libertà.
- Guest star: Ashwin Gore (Akhil Ali), Gregory D. Gadson (Colonnello dell'Esercito Jackson Ladd), Tony Gonzalez (Capitano Alonzo), Josh Thomson (Jeremy), Eric Satterberg (Roger), Marco Khan (Ahmad Mahmad), Asher Deva (Muhammad Hasan), Toktam Aboozary (Mina Mahmad), Duncan Campbell (Agente Speciale NCIS Castor), Soraya Kelley (Zahra Mahmad).
- Ascolti USA: 3 470 000[30]
- Ascolti Italia: telespettatori 738 000 – share 3,70%[31]

## Il socio
- Titolo originale: A Farewell to Arms
- Diretto da: John Peter Kousakis ed Eric A. Pot
- Scritto da: Chad Mazero

### Trama
Una donna misteriosa sottrae una valigetta di microchip top-secret di livello militare al fondatore e titolare di una startup che crea intelligenze artificiali in esclusiva per la Marina, con la funzione di rintracciare le truppe sul campo, e lo aggredisce prima di darsi alla fuga. L'OSP deve identificarla per impedire che Paesi nemici come Russia, Cina o Iran si approprino dei microchip per sfruttarli in un prossimo potenziale conflitto: questi infatti sono di un tipo particolare che può essere adattato a qualunque tecnologia compresi droni o missili. Clyde Greene, collega e socio della vittima in ospedale, dice a Callen e Sam che oltre al contratto regolare, la loro azienda ne ha stipulati anche alcuni di nascosto, per 200 dispositivi, perciò devono essere questi ultimi che la donna ha rubato. Kensi e Deeks si recano da Nina Barnes, l'ex trafficante d'armi diventata pasticcera, la quale grazie a una telefonata fornisce loro l'identità della donna: Paulina Kaminska, di nazionalità polacca, trafficante presumibilmente uscita dal giro che funge da intermediaria per chiunque lo richieda. La squadra si mette alla sua ricerca, e sorvegliandola la vede incontrarsi con degli uomini, intuendo che intende vendere loro i microchip. Irrompono all'interno del luogo, uccidendoli e fermandoli, uno dei quali nel frattempo identificato come russo; anche la Kaminska viene arrestata. Ci si accorge però che i microchip sono falsi, lei afferma di aver distrutto quelli veri; all'indirizzo da lei dato gli agenti tuttavia li trovano e li recuperano. L'ex moglie di Kilbride, Elizabeth, arriva in città e i due trascorrono la notte insieme; poi ricordano diversi momenti del loro matrimonio e la sera seguente lei ammette che la vera ragione della propria visita è che vorrebbe che lui si riavvicinasse al loro figlio Alex, spiegandogli che ha passato un periodo difficile, ma che ora si è disintossicato e sta seguendo un programma di sostegno. L'Ammiraglio replica di aver provato ad aiutare il figlio molte volte, ma lui lo ha escluso dalla propria vita, Elizabeth gli dice che Alex ha bisogno di lui e vorrebbe che lui partecipasse con lei agli incontri del programma; alla fine, Kilbride dice che ci penserà.
- Guest star: Marilu Henner (Elizabeth Kilbride), Valerie Azlynn (Colleen/ Paulina Kaminska), Nick Hargrove (Clyde Greene), Lesley Boone (Nina Barnes), JT Neal (barista), Michael Bow (Sean Baker), Matthew Mikita (cliente), Angela Barber (proprietaria pool bar esclusivo).
- Ascolti USA: 4 530 000[32]
- Ascolti Italia: telespettatori 989 000 – share 4,90%[33]

## Vergogna
- Titolo originale: Shame
- Diretto da: Daniela Ruah
- Scritto da: Sam Block e Jamil Akim O'Quinn

### Trama
Il Sottufficiale Wassner, marinaio irreprensibile in attesa di andare in congedo temporaneo, viene trovato impiccato nella stiva della USS Allegiance e un biglietto d'addio rinvenuto sulla sua brandina. Si sospetta un suicidio dato che nell'ultimo paio di mesi a bordo sono avvenute altre due tragiche morti. Kilbride manda Kensi e Fatima sulla scena per approfondire, le due interrogano la superiore della vittima, il Capo Adebayo, e Kensi insinua che non svolga il proprio incarico in modo efficiente, ma la donna replica che se si occupasse continuamente dello stato psicologico degli ufficiali non riuscirebbe a portare a termine nulla. Deeks e Rountree parlano con la vedova, la quale dice loro che il marito era all'antica e le scriveva lettere d'amore: l'NCIS se le fa inviare e la Scientifica conferma che le grafie delle lettere e del biglietto sono differenti, perciò quest'ultimo non è stato scritto da Wassner. Si conclude che si è trattato di omicidio. Il Sottufficiale aveva accesso a dati di radar e sistemi di bordo, quindi inizialmente si pensa che il movente sia da ricondurre all'ambiente lavorativo; successivamente si giunge a un certo Rondel Fryer, proprietario di un bar che rivela di sfruttare la stanza sul retro per fornire uno spazio sicuro a personaggi pubblici che desiderano essere sé stessi, non essendo sempre facile accettare e far accettare il proprio orientamento sessuale. Emerge anche un collegamento con un altro marinaio, Dennis Bradshaw, che finisce ferito nell'infermeria della nave; Kensi e Fatima però scoprono che non ha avuto nessun incidente, e si chiedono cosa abbia a che fare con Wassner. A un certo punto, proprio Bradshaw le avverte che il Primo Capo Hughes si è chiuso in una cabina e intende togliersi la vita con una pistola; Kensi entra e riesce a dissuaderlo, e lui allora confessa di aver ucciso il Sottufficiale, anche se non voleva farlo, venendo arrestato da Fatima: egli aveva visto Hughes e Bradshaw baciarsi capendo che erano innamorati e aveva quindi minacciato di denunciarli; il Primo Capo aveva cercato di ottenere il suo silenzio raccomandandolo per una promozione, Wassner si era rifiutato e Hughes per paura e per vergogna lo ha strangolato. Callen e Sam sono in permesso per ragioni personali: il primo è impegnato a organizzare il matrimonio con Anna, e i due incontrano una wedding planner che li tempesta di domande, ma sono in difficoltà non avendo ancora le idee chiare; Sam invece trascorre una giornata a casa con la figlia Kamran che è in visita e deve scrivere la tesina di fine trimestre. Racconta di essersi lasciata con il suo ragazzo, Josh, semplicemente perché ognuno ha la propria strada, ma Sam pensa che ci sia sotto qualcosa. Alla fine dell'episodio, lui le dice di aver capito che ora sta frequentando una ragazza, chiedendole come mai lo abbia detto prima a Aiden che a lui; Kamran risponde che voleva aspettare di essere sicura del proprio sentimento. Sam aggiunge che ciò che conta è solo la sua felicità e non chi gliela dà, e la figlia ammette che Riley (questo il nome della ragazza) la rende felice.
- Guest star: Bar Paly (Anastasia "Anna" Kolcheck), Kavi Ramachandran Ladnier (agente NCIS Shyla Dahr), Kayla Smith (Kamran Hanna, figlia di Sam), Marco Martinez (Primo Capo Jalen Hughes), Joy McElveen (Sottufficiale Capo Kemi Adebayo), David Figlioli (Rondel Fryer), Rosanna Pansino (wedding planner Tara Walker), Heather Grace Hancock (Robin Wassner), Justice Gamble (Dennis Bradshaw), Duncan Campbell (Agente Speciale NCIS Castor).
- Ascolti USA: 4 280 000[34]
- Ascolti Italia: telespettatori 980 000 – share 5,10%[35]

## In trappola
- Titolo originale: The Other Shoe
- Diretto da: Eric Wilson
- Scritto da: Lee A. Carlisle e Justin Kohlas

### Trama
A casa di Kensi e Deeks, Rosa si sta preparando per andare al cinema con un ragazzo di nome Steven e Deeks la sommerge di domande sul film e sul potenziale interesse maschile, mentre Kensi tenta di frenare le sue preoccupazioni e incoraggia la figlia adottiva. Improvvisamente suonano alla porta, Deeks va ad aprire aspettandosi Steven e invece si trova davanti la Detective Ellen Whiting degli Affari Interni del LAPD, una vecchia conoscenza, che gli chiede aiuto. Il Dipartimento ha emesso per lei un avviso di ricerca e la sua teoria è che qualcuno dei suoi colleghi sia corrotto e stia cercando di incastrarla, addossandole l'omicidio dell'agente Sean Turner. Inizialmente l'Ufficio Progetti Speciali pensa che i poliziotti vogliano punirla perché ha riferito a Roundtree l'esito dell'indagine sull'agente che aveva fatto accostare lui e la sorella comportandosi da razzista, ma poi lei afferma di essere convinta che la motivazione sia un giro di spaccio di fentanyl a cui si è probabilmente avvicinata troppo, dunque l'NCIS segue tale pista. Deeks e Sam decidono di parlare con la vedova di Turner, anche se l'abitazione è sorvegliata dalla Polizia: ella spiega che il marito recentemente era ossessionato dal lavoro, descrivendo diversi sintomi che Deeks riconosce come quelli da dipendenza da oppiacei. Roundtree è infastidito dal dover tenere d'occhio la Whiting alla casa galleggiante dato che lei gli comunica che il caso dell'agente razzista è stato archiviato e che quest'ultimo otterrà soltanto un congedo retribuito, e per Roundtree è ingiusto, ma più tardi lei propone di uscire per verificare la propria teoria, ovvero che il Detective Andy Price sia uno dei corrotti; Price viene visto dialogare con uno sconosciuto, identificato in Scott Upson, affiliato a una gang chiamata "I Reietti" e specializzata in traffico di sostanze stupefacenti. Quest'ultimo dice a Roundtree e alla Whiting che il capo della gang è un certo Odino e che essa è solita organizzare incontri di combattimenti clandestini su cui scommette. Nel frattempo, il partner di Price, il Detective Nick Sills, si presenta a casa di Kensi in cerca di Deeks e lei ordina a Rosa di chiudersi in camera. Dopo aver allontanato lo sgradito visitatore e mandato Rosa da Roberta, Kensi raggiunge la squadra per aiutare la DEA a fermare il traffico di fentanyl e Sam va sotto copertura come lottatore nel luogo in cui si svolgono i combattimenti (e sono presenti membri di differenti altre gang) per individuare Odino, che si rivela essere proprio il suo rivale sul ring: Sam lo mette k.o., mentre i colleghi arrestano i poliziotti corrotti, che la gang pagava affinché potessero spacciare liberamente, anche se la Whiting per un momento minaccia di uccidere Price per averla incastrata; tutto il fentanyl nascosto nel locale viene sequestrato dalla DEA. Kensi e Deeks raccontano alla Whiting di avere adottato una figlia, e lei osserva che il proprio figlio ha la sua stessa età e si chiama Steven (quindi potrebbe essere proprio lui l'interesse di Rosa). Alla fine dell'episodio, Kilbride si complimenta con Sam per le ottime prestazioni e rivela che anche lui stesso aveva partecipato a combattimenti in passato, nei pesi medi a Camp Lejeune, per poi smettere alla nascita del figlio; aggiunge anche che la dipendenza di quest'ultimo dalle droghe è ciò che lo sprona a toglierle ogni giorno dalle strade, per impedire che altri giovani si rovinino le vite come ha fatto lui.
- Guest star: Sheamus (Odino), Karina Logue (Detective LAPD Ellen Whiting), Natalia Del Riego (Rosa Reyes), Adam Zastrow (Scott Upson), Maura Mannle (signora Turner), Daniel Kaemon (Detective LAPD Nick Sills), Jon Curry (Detective LAPD Andy Price), James Hutson (Sean Turner).
- Ascolti USA: 3 950 000[36]
- Ascolti Italia: telespettatori 880 000 – share 4,30%[37]

## Drona
- Titolo originale: Sleeping Dogs
- Diretto da: Gonzalo Amat
- Scritto da: Andrew Bartels

### Trama
Fatima e Rountree stanno facendo colazione insieme a Jordyn, la sorella di Devin che studia Medicina alla UCLA, e a Summer Morehurst, l'Agente Speciale dell'FBI che ha aiutato l'NCIS in un caso precedente (episodio 14x08) e che Rountree sta frequentando. Appena ella riceve una chiamata di lavoro, anche lui e Fatima si recano in ufficio. Alla sala operativa arriva un messaggio criptico e urgente costituito da due patenti di guida e un numero di sei cifre. Shyla non ne comprende il significato perciò convoca Callen e Sam, dicendo loro che il messaggio sembra essere stato inviato da un punto nelle vicinanze di un villaggio della Siria, allora Callen deduce che deve essere stata Hetty, dato che la sua ultima posizione nota è proprio in quel villaggio. Si scopre che le patenti appartengono a due uomini che sono stati uccisi con lo stesso modus operandi a mezz'ora di distanza quella stessa mattina a Los Angeles: uno, John Jenkins, era dirigente di una startup e l'altro un agente dell'FBI. Fatima e Rountree si dirigono sulla seconda scena del crimine, ma non possono avvicinarsi in quanto il caso è del Bureau e, malgrado Devin tenti di convincere Summer, lei vuole che prima le portino un collegamento concreto tra le due vittime. Dopo che emerge che entrambi erano orfani e che Jenkins in realtà lavorava per l'NSA, è Kilbride a intuire che le cifre 08 e 22 non indicano una data bensì il nome in codice dei due uomini, rispettivamente il Soggetto 08 e il Soggetto 22 del "Progetto DRONA" (il programma della CIA di indottrinamento di bambini gestito da Howard Pembroke, in cui è stato addestrato anche Callen), mentre Callen riconosce l'11 come un altro Soggetto, Leah Novak. Poiché si pensa che qualcuno intenda eliminare i partecipanti al "DRONA", gli agenti sono in grado di individuare la Novak in un garage, dove viene aggredita (anche lei ha ricevuto un messaggio di avvertimento proprio come Jenkins): Callen la soccorre e lei riesce a fornirgli un indizio, il numero 14, poi viene portata in ospedale in condizioni critiche. Il cellulare di Jenkins conduce a Anthony Beltran, docente di Storia Antica, il Soggetto 14. Callen e Sam vanno a informarlo del pericolo, Beltran spiega che un anno prima Leah aveva riunito tutti loro per condividere informazioni allo scopo di costruire un caso legale contro Pembroke, per avere giustizia per le torture e il condizionamento psicologico da lui ricevuti all'interno del "DRONA"; in qualche modo tuttavia Pembroke ha scoperto le loro intenzioni e ora intende eliminarli. Beltran chiede di poter vedere Leah e vorrebbe restare al suo capezzale anche se non è sicuro, dunque Callen rimane in ospedale con lui e Leah. Dal computer utilizzato presumibilmente da Pembroke, si rileva che quest'ultimo è ancora in attività e che i Soggetti del "DRONA" non sono i suoi bersagli, bensì lavorano per lui. Sam, Rountree e Fatima vengono attaccati da uomini armati e rispondendo al fuoco uccidendoli. All'ospedale, Callen si rende conto che è stato Beltran a provare a uccidere Leah e che vuole fare lo stesso a Pembroke per vendicarsi. Callen affronta Beltran e il suo complice (un altro soggetto), riuscendo a impedire loro di uccidere Leah, ma non a fermarli. Intanto, l'Ammiraglio ha pianificato di andare a San Francisco a trovare il figlio Alex a seguito del dialogo con l'ex moglie, ma pensa di annullare il viaggio vista l'importanza del caso. Shyla ignora l'ordine di cancellare il volo e convince Kilbride ad andare in quanto ha già rimandato abbastanza l'incontro con il figlio. Sulla terrazza della casa galleggiante alla fine dell'episodio, Callen ammette a Sam che aveva sperato finalmente di voltare pagina riguardo a quella parte del proprio passato, e che non è più disposto a posticipare il matrimonio con Anna per aspettare il ritorno di Hetty; a inizio dell'episodio, inoltre, Callen chiede a Sam di fargli da testimone, e lui accetta.
Kensi e Deeks si sono recati a trovare la zia di Rosa che si sta riprendendo da un ictus.
- Guest star: Kavi Ramachandran Ladnier (agente NCIS Shyla Dahr), Ashlei Sharpe Chestnut (Agente Speciale FBI Summer Morehurst), David DeSantos (Anthony Beltran), Ava McCoy (Jordyn Rountree), Milissa Sears (Leah Novak), Duncan Campbell (Agente Speciale NCIS Castor), Brian Maillard (John Jenkins), Andrei Dolezal (giovane Pembroke), Beckett Gunderson (Callen bambino).
- Ascolti USA: 4 240 000[38]
- Ascolti Italia: telespettatori 799 000 – share 3,90%[39]

## Ieri, oggi, domani
- Titolo originale: Maybe Today
- Diretto da: Eric A. Pot
- Scritto da: Samantha Chasse e Matt Klafter

### Trama
La squadra è chiamata ad affiancare l'Agente Speciale Daisy Van Zant dell'Unità Casi Irrisolti dell'NCIS, che si sta occupando di un'indagine vecchia di vent'anni: la scomparsa della Sottufficiale della Marina Britney Perez nel 2003, il cui corpo, ormai scheletrizzato a causa della prolungata permanenza, viene ripescato dalle acque di un lago all'interno del bagagliaio di un'auto. Callen e Sam tornano a parlare con Aaron Baker, il marinaio che era stato visto discutere con Britney la sera prima che sparisse, ma quest'ultimo sostiene nuovamente di non ricordare l'argomento della discussione in quanto era parecchio ubriaco e conferma l'alibi presentato dal suo allora coinquilino. I due agenti chiedono di poter visionare le sue lastre dentali, la moglie si oppone pretendendo che le portino un mandato e uscendo dall'abitazione Sam e Callen si convincono che Aaron sappia di più sulla vicenda, decidendo di rintracciare il coinquilino Kevin Philips. Intanto, Kensi e Deeks informano la madre di Britney del ritrovamento di quest'ultima e lei, comprensibilmente addolorata, racconta che nell'ultima telefonata la figlia sembrava turbata e stressata, forse per le pressioni della Marina, e che stava vivendo una brutta situazione con l'amica Sottufficiale Jen Anderson, sebbene Britney non fosse mai entrata nei dettagli; Kensi promette alla donna che questa volta faranno tutto il possibile per darle giustizia. Il DNA del dente non corrisponde a quello di Baker, e Philips ne conferma l'alibi (erano rimasti in camera a giocare ai videogame e a guardare film), negando sia che l'ex coinquilino abbia ucciso la Perez, sia che l'abbiano fatto insieme. Kensi e Deeks si recano da Jen Anderson, la quale rivela di essere stata stuprata da Aaron un giorno alla Base (per questo ha deciso di lasciare la Marina), e di averlo detto soltanto a Britney (pensava che la Polizia non le avrebbe creduto), che aveva insistito per denunciare il compagno ai superiori nonostante Jen l'avesse pregata di non farlo. Ecco dunque svelato il motivo della discussione tra Baker e la Perez la sera precedente alla scomparsa. Quando sembra che il colpevole sia proprio lui, l'Agente Speciale Van Zant comunica che da un'analisi di genealogia forense sul dente è emersa una corrispondenza solo parziale: non si tratta di Aaron bensì di un parente prossimo, identificato nel padre Jack, che però fugge su un pickup armato di un fucile. Callen e Sam lo intercettano in una radura: lui intende suicidarsi, e i due provano a farlo ragionare, ma improvvisamente egli si volta imbracciando il fucile e quindi loro gli sparano, per poi accorgersi solo dopo che aveva inserito la sicura all'arma. Alla fine dell'episodio, Jen scrive un sms a Kensi per riferirle che condividerà la propria storia in modo che altre eventuali vittime di violenze possano farsi avanti; mentre la madre di Britney accende una candela in memoria della figlia su una ninfea che lascia galleggiare sulla superficie del lago. Kensi e Deeks parlano dei crediti extra che servono a Rosa per l'iscrizione al college, Deeks disapprova ogni attività scelta dalla figlia immaginando possibili pericoli, e Kensi tenta quindi di attenuare le sue preoccupazioni dicendogli che non possono tenere Rosa al sicuro per sempre.
Intanto, Kilbride è andato a San Francisco a incontrare il figlio Alex, che lo accoglie nell'appartamento provvisorio in cui alloggia. Inizialmente i due non vanno d'accordo, non essendosi lasciati in buoni rapporti, tanto che Alex lo manda via dopo aver capito che è stata la madre a chiedere al padre di fargli visita. A seguito di una discussione, però, l'Ammiraglio riesce a convincerlo a dargli una possibilità, volendo aiutarlo dopo che il figlio gli spiega di essere in riabilitazione e ammette di essere stato licenziato dal lavoro, e decide di fermarsi da lui più del previsto per riallacciare i rapporti.
- Guest star: Christopher Gorham (Alex Kilbride), Rose Abdoo (Agente Speciale Daisy Van Zant), Kevin McCorkle (Jack Baker), Cuyle Carvin (Aaron Baker), Eva Tamargo (Carmen Perez), Keenan Henson (Kevin Philips), Courtney Cunningham (Jen Anderson), Jhey Castles (Melissa Baker), Kat Q (sottufficiale Britney Perez), Joe Keyes (autista del taxi).
- Ascolti USA: 4 300 000[40]
- Ascolti Italia: telespettatori 929 000 – share 4,40%[41]

## Falene
- Titolo originale: Sensu Lato
- Diretto da: Kevin Berlandi
- Scritto da: Faythallegra Claude e Indira Gibson Wilson

### Trama
Kensi e Deeks stanno facendo jogging insieme e lei ritiene che dovrebbero dedicare più tempo a loro come coppia riscoprendo il romanticismo, e non solo con Rosa (la quale tre volte a settimana ha un passaggio a scuola) e al lavoro; Deeks invece è convinto che essendo sposati non abbiano più bisogno di avere attenzioni l'uno per l'altra, sostenendo che il romanticismo sia superato. Fatima e Roundtree si stanno esercitando al poligono di tiro, lui chiede alla collega se pensi mai al futuro, a un piano a lungo termine, lei replica che le capita ma che preferisce concentrarsi sul presente; lui le rivela che gli piacerebbe investire in una startup che possa cambiare il mondo e rendersi utile. La conversazione è interrotta dalla notifica di un caso: il dottor Darryl Howard, Capitano riservista della Marina in pensione che ora ricopre l'incarico di ricercatore di entomologia presso un'università della città, è stato aggredito nel proprio laboratorio, ridotto in fin di vita ed è finito in coma. Secondo il suo assistente, Arjun Sethi, mancano all'appello alcuni flaconi di pesticidi che il dottore utilizzava per le proprie ricerche, e la squadra dell'NCIS ipotizza che i risultati di queste possano essere stati d'intralcio a qualche multinazionale, o che possano essere sfruttati per costruire una bomba. L'ex moglie di Howard spiega a Kensi e Deeks che egli studiava gli effetti di sostanze nocive sull'ambiente, sul terreno e sugli animali per sensibilizzare le persone sui danni che causano al pianeta, che si sono separati perché la sua priorità è sempre stata il lavoro, e che il matrimonio ne ha risentito. Più tardi si scopre che il dottore lavorava anche a un progetto riservato della Difesa e ha sviluppato una specie di falena high tech, portatrice di virus, per ridurre/ eliminare l'utilizzo dei pesticidi in agricoltura: alcune teche contenenti le falene sono state rubate, quindi si sospetta che il responsabile sia qualcuno che vuole screditare il nome di Howard per non perdere i miliardi derivanti dalla produzione dei pesticidi. Kensi e Deeks si fingono proprietari di un vigneto per avvicinare una dipendente di una delle aziende, che ammette di aver minacciato Howard a una conferenza ma non di averlo aggredito. Dal registro firme di accesso al laboratorio, Sam e Rountree risalgono alla dottoressa Claire Winchester, una sua collaboratrice; giunti alla sua abitazione, però, si rendono conto che è stata rapita, quasi sicuramente da chi ha rubato i pesticidi e le falene. Alla fine si rintraccia un collegamento con un'agenzia che recluta talenti per conto della Cina e l'assistente di Howard si svela coinvolto nel piano criminale, divulgando agli agenti che i cinesi intendono portare la dottoressa a Shanghai. Grazie a un'azione coordinata, l'NCIS è in grado di bloccare loro la strada, e li uccidono in un conflitto a fuoco salvando la Winchester e recuperando le falene. Prima di lasciare l'ufficio, Deeks sorprende Kensi con un mazzo di fiori e un bigliettino su cui le chiede, proprio come un appuntamento, se vuole uscire con lui per poi farle trovare due biglietti per un concerto di un cantante che piace a entrambi: ha capito che lei aveva ragione sul trascorrere più tempo come coppia; decidono dunque di telefonare alla madre di Deeks affinché venga a occuparsi di Rose per poter andare al concerto.
Intanto, Kilbride ritorna da San Francisco. L'ammiraglio fa intendere che questa è solo la prima volta che va a trovare il figlio, e offre a Sam il ruolo di Direttore delle operazioni dell'Ufficio Progetti Speciali ad interim, ovvero nelle occasioni in cui egli si assenterà, dicendogli che serve qualcuno che non sia distratto da altro come lo è Callen dall'imminente matrimonio con Anna e da tutta la questione Progetto DRONA/ Pembroke. Sam ha bisogno di rifletterci, e alla fine dell'episodio lascia intuire all'ammiraglio che non rifiuterebbe.
- Guest star: Brandon Raman (Arjun Sethi), Tia Carrere (Layla Lewis), Krishna Smitha (Natasha Graham), Jordan Murphy (Responsabile Tecnologico), Kelby Keenan (guida della "GenByoSis"), Jason Louder (dottor Darryl Howard), Lisa Marie (dottoressa Claire Winchester), Alfred Hsing (Zhang Chin), Duncan Campbell (Agente Speciale NCIS Castor).
- Ascolti USA: 4 260 000[42]
- Ascolti Italia: telespettatori 943 000 – share 4,70%[43]

## Resa dei conti
- Titolo originale: The Reckoning
- Diretto da: Frank Military
- Scritto da: Frank Military

### Trama
Dopo una sparatoria in pieno giorno in cui muoiono quattro persone tra le quali un'agente della CIA assegnata al trasporto di Leah Novak in una struttura specializzata nella riabilitazione, l'Ufficio Progetti Speciali intuisce che deve avere a che fare con il "Progetto DRONA" e con Howard Pembroke, di conseguenza anche con Callen, che fino a poco prima era insieme all'agente uccisa. Lui intanto viene contattato proprio da Pembroke, che lo costringe a seguire le proprie istruzioni disconnettendosi dal resto della squadra per poterlo incontrare in segreto. In tale incontro verranno chiarite molte cose, soprattutto alcuni particolari inaspettati della vita passata di Callen e il ruolo giocato da Pembroke: quest'ultimo inizia riconoscendo di aver compiuto azioni orribili, non lo negherà, ma a seguito del "Progetto DRONA" non ha fatto altro che provare rimorso; all'epoca pensava che i propri metodi fossero giustificati per il bene della società, ma col tempo è diventato evidente che si sbagliava e ha cercato di scusarsi. Callen non lo crede pentito e non vorrebbe ascoltarlo, ma l'altro gli promette che se sopravvivranno agli ex membri del progetto, capeggiati da Anthony Beltran, che stanno dando loro la caccia per eliminare Pembroke, gli darà il fascicolo su di lui contenente tutte le informazioni sulla sua famiglia, infanzia e adolescenza, tutta la sua storia attraverso suoi appunti scritti a mano dopo avergli rivelato di osservarlo da trentacinque anni. Beltran e i suoi uomini li attaccano, perciò i due si nascondono nella sala server di un edificio vuoto, insonorizzata e ignifuga, per guadagnare un po' di tempo, anche perché Pembroke è stato ferito alla spalla. Gli assalitori tuttavia individuano le tracce di sangue e si procurano un trapano per forzare la serratura. Pembroke spiega a Callen che da anni comanda un gruppo di ex Soggetti per occuparsi di operazioni segrete, ma successivamente Beltran e molti altri agenti hanno iniziato ad accettare missioni su commissione e a ribellarsi a lui per le torture subìte all'interno del progetto. Nel frattempo, l'NCIS riceve la visita dell'Agente della CIA Rafael Cortes, che offre la collaborazione dell'Agenzia al caso; più avanti si scopre però che invece ha mentito e che Cortes stesso lavora con Beltran. Cortes minaccia di uccidere Kilbride ma fortunatamente Fatima schiera gli agenti intorno all'ufficio dell'Ammiraglio ed è in grado di distrarlo per il tempo necessario affinché essi possano colpire Cortes che cade attraverso la vetrata e muore sul colpo. Dal suo cellulare risulta che Cortes ha riferito a Beltran tutti i movimenti di Callen, perciò localizzano il posto e Kensi e Rountree vi si recano immediatamente. Ancora nascosti nella sala server, Pembroke dice a Callen che appena Hetty ha scoperto cosa lui faceva ai bambini, lo ha ritirato immediatamente dal "DRONA". Beltran e i suoi riescono a forzare la serratura, entrano nella sala server e trovano Pembroke a terra ferito, lui afferma di non sapere dove sia Callen che però si è arrampicato in un vano sopra la porta, li coglie di sorpresa e spara a Beltran uccidendolo. Intanto sono giunti anche Kensi e Rountree che arrestano i suoi due complici. Pembroke viene medicato e poi prelevato in custodia da agenti dell'Intelligence del Dipartimento della Difesa e dell'NSA (in realtà anch'essi ai suoi ordini e guidati da un ex-soggetto). Più tardi quella sera, Callen riceve un'altra chiamata da lui che gli chiede di incontrarsi fuori dall'OSP: Callen vuole sapere perché Hetty non gli abbia mai parlato del "DRONA", Pembroke risponde che sebbene nessuno se ne sia mai accorto, Hetty è consumata dai sensi di colpa per averlo inizialmente inserito nel progetto affinché esprimesse tutto il proprio potenziale; inoltre aggiunge che per Hetty, Callen è il figlio che non ha mai avuto. Infine consegnandogli il fascicolo su di lui come promesso, gli consiglia, dopo averlo letto, di concentrarsi sul presente e sul futuro, congratulandosi per il matrimonio con Anna; inoltre, gli rivela di essere stato lui stesso a raccomandare Sam a Hetty come partner di Callen, pensando che sarebbe stato un ottimo amico, sempre nel tentativo di rimediare alle proprie azioni. Infine, Pembroke si allontana scomparendo nel buio.
- Guest star: Philip Anthony - Rodriguez (Agente della CIA Rafael Cortes), Scott Christopher (Agente della CIA Chris Behr), David DeSantos (Anthony Beltran), Jere Burns (Howard Pembroke), Duncan Campbell (Agente Speciale NCIS Castor), Amy Kim Waschke (Agente della CIA Avery Lamica), Maurice Hall (Julian Cousins), Milissa Sears (Leah Novak), Rick Tunell (capo della sicurezza dell'aeroporto).
- Ascolti USA: 4 490 000[45]
- Ascolti Italia: telespettatori 1 038 000 – share 5,10%[46]

## Nuovi inizi (prima parte)
- Titolo originale: New Beginnings
- Diretto da: John Peter Kousakis
- Scritto da: Kyle Harimoto e R. Scott Gemmill

### Trama
L'Agente Speciale al comando dell'ATF di Los Angeles Kerry Adams chiede l'assistenza dell'Ufficio Progetti Speciali in un caso di traffico d'armi di livello militare di cui si sta occupando l'agente infiltrato William Newsome, che Adams teme essere corrotto; perciò vuole che l'NCIS accerti se sia passato dall'altra parte, anche perché ha mancato tre appuntamenti di controllo con il supervisore. Una volta rintracciato, egli comunica che tornerà sotto copertura, e Kensi e Deeks vengono incaricati della sua sorveglianza. Callen e Sam si incontrano con Nina Barnes, l'ex trafficante ora pasticcera, per avere informazioni sulle armi; lei però non può ancora fornire il nome del capo dell'operazione. Fatima e Rountree rilevano un'anomalia finanziaria nei conti della Adams (accedendovi senza un ordine del giudice), un flusso di denaro di cui non riescono a determinare la fonte, e iniziano a sospettare che qualcuno all'interno della stessa ATF stia collaborando con i trafficanti (dato che questi sono sempre tre passi avanti). Callen e Sam collegano i pezzi e deducono che la vera corrotta è proprio la Adams, finendo in uno scontro a fuoco con lei, che resta uccisa.
Sul fronte personale, Callen e Anna proseguono i preparativi del matrimonio, ma la sistemazione degli invitati ai tavoli del ricevimento si rivela un'impresa ardua, tanto più per l'intromissione di Arkady, che vorrebbe farsi accompagnare da due donne invece di una e propone un dj di Las Vegas al posto della band che non è più disponibile. Sam, dopo aver trascorso la mattinata al parco con il padre, riceve una sua telefonata in cui gli chiede dove si trovi e, poco dopo, quando Sam lo va a prendere, il padre si rende conto che lui ha ragione sul provare una cura per l'Alzheimer e accetta di prendere in considerazione la promettente sperimentazione clinica trovata dal figlio e per la quale sarebbe un buon candidato. Roundtree accompagna la sorella Jordyn a un colloquio per l'iscrizione alla specializzazione in Medicina, e lei cerca di prepararlo all'eventualità di non essere ammessa, mentre lui riceve dall'avvocato notizie sulla causa civile intentata contro il Dipartimento di Polizia. Rosa va in campeggio mentre Kensi non si sente tanto bene, incolpando il cibo cucinato da Deeks.
- Guest star: Bar Paly (Anastasia "Anna" Kolcheck), Vyto Ruginis (Arkady Kolcheck), Richard Gant (Raymond Hanna), Natalia del Riego (Rosa Reyes), Lesley Boone (Nina Barnes), Liz Vassey (Agente Speciale al comando dell'ATF Kerry Adams), Ava McCoy (Jordyn Rountree, sorella di Devin), Celeste Den (Comandante Collins), Randy Couture (Agente Speciale ATF Bill Newsome), Duncan Campbell (Agente Speciale NCIS Castor), Jay Hieron (Dion), Lorenzo Antonucci (Seth).
- Ascolti USA: 4 150 000[47]
- Ascolti Italia: telespettatori 952 000 – share 5,00%[48][49]

## Nuovi inizi (seconda parte)
- Titolo originale: New Beginnings (Part 2)
- Diretto da: John Peter Kousakis
- Scritto da: Kyle Harimoto e R. Scott Gemmill

### Trama
Dopo la sparatoria con la Adams, Callen e Sam parlano di nuovo con Nina Barnes, la quale ha scoperto chi sono i compratori delle armi rubate. Dunque, Sam torna sotto copertura nei panni di Switch, fingendosi un cliente insieme a Nina. Nel frattempo, l'agente Newsome è ancora infiltrato tra i trafficanti, mentre Kensi e Deeks sono appostati lì fuori. Quando notano dei furgoni parcheggiati fuori, Kensi va a controllare, pensando che contengano le armi rubate, mentre Deeks distrae le guardie. Questo si rivela essere un buco nell'acqua, e i due vengono rimproverati dall'Ammiraglio Kilbride, il quale rimprovera anche Roundtree e Fatima per aver dato loro il via libera senza averlo prima consultato. Intanto, Callen si intrufola nella base dei compratori, rubando delle informazioni dal loro PC. Grazie a esse, Fatima scopre l'identità del compratore (un imprenditore di Los Angeles), permettendo a Callen e Sam di arrestare lui e i suoi uomini, mentre Newsome elimina i trafficanti con l'aiuto di Kensi e Deeks, recuperando le armi rubate.
Tornato a casa, Callen, stufo dei preparativi che sembrano non finire mai, propone ad Anna di sposarsi subito. I due informano così i loro amici, che si preparano in fretta e furia. Nel bel mezzo dei preparativi, Kensi riceve una telefonata dal medico, il quale la informa che dagli esami del sangue è risultata la vera causa del suo malessere: Kensi è incinta. Nonostante la gioia, però, Kensi convince Deeks e Rosa a tenere la notizia segreta, per non distogliere l'attenzione dal matrimonio. E così, Callen e Anna si sposano in municipio davanti a Sam, Kensi, Deeks, Rosa, Roundtree, Fatima, Kilbride, Arkady e Roberta.
Poco dopo, Callen riceve una misteriosa busta. Aprendola, trova una lettera di Hetty che si congratula con lui per le nozze, e un post-it che chiede loro di recarsi in Marocco per un progetto parallelo. Giunti lì, scoprono che il post-it era stato aggiunto da Nell Jones, la quale sta cercando Hetty con l'aiuto di Nate Getz, Vostanik Sabatino e un giovane chiamato Willis. Nell chiede ai due amici di aiutarla e loro, ovviamente, accettano, determinati a trovare Hetty una volta per tutte.
- Nota. Questo episodio rappresenta il finale di serie di NCIS: Los Angeles; per questo motivo, nell'ultimissima scena compaiono a sorpresa, come "special guest star", Peter Cambor (Nate Getz) e Renée Felice Smith, la quale fino alla dodicesima stagione ha interpretato Nell Jones. Barrett Foa, interprete di Eric Beale anche lui fino alla dodicesima stagione, non ha potuto partecipare al finale perché impegnato in altri progetti, sebbene abbia dichiarato di essere molto triste nell'aver appreso la notizia, a gennaio 2023, che la serie sarebbe terminata con la quattordicesima stagione. Come ulteriore regalo ai fan e allo show, si sente anche la voce di Hetty in una lettera recapitata a Callen in cui gli porge le congratulazioni per il matrimonio con Anna e allega due biglietti (uno per lui e l'altro per Sam) per il Marocco, per un progetto extra. Sempre nell'ultima scena, ad accogliere Callen e Sam insieme a Nell, Nate e Sabatino è presente un ragazzo sconosciuto, di cui è evidente la somiglianza con Chris O'Donnell: si tratta infatti del figlio maggiore di quest'ultimo, Chip. Con lui, tutti i cinque figli dell'attore sono apparsi all'interno della serie (nelle prime stagioni), e in un episodio persino la moglie; Chip non era mai comparso finora semplicemente per ragioni anagrafiche, ma essendo questo il finale dell'intera serie si è pensato che poteva essere un bel gesto includere anche lui.[senza fonte]
- Special guest star: Renée Felice Smith (ex Agente NCIS Nell Jones), Peter Cambor (Nate Getz).
- Guest star: Bar Paly (Anastasia "Anna" Kolcheck), Vyto Ruginis (Arkady Kolcheck), Natalia del Riego (Rosa Reyes), Pamela Reed (Roberta Deeks), Lesley Boone (Nina Barnes), Liz Vassey (Agente Speciale al comando dell'ATF Kerry Adams), Ava McCoy (Jordyn Rountree), Randy Couture (Agente Speciale ATF Bill Newsome), Duncan Campbell (Agente Speciale NCIS Castor), Erik Palladino (Vostanik Sabatino Vice Sceriffo Speciale degli U.S. Marshal), Jay Hieron (Dion), Steve Suh (Bryant), Saxon Anderson (Broderick), Lorenzo Antonucci (Seth), Treisa Gary (giudice), Abdul Alvi (corriere), Chip O' Donnell (Willis).
- Ascolti USA: 5 240 000[50]
- Ascolti Italia: telespettatori 952 000 – share 5,00%[48]